# Cheese heroin

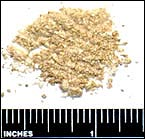
Exemplo de Heroína de queijo, semelhante ao queijo ralado. Foto de 25 de janeiro de 2010.

Cheese heroin, ou Heroína de queijo numa tradução literal para o português, é um uma droga derivada da Heroína, que recebe este nome por sua semelhança visual com o queijo ralado. A droga combina Heroína negra, proveniente do México, com medicamentos como o Tylenol, quem contém o anti-histamínico difenidramina.
Consumida principalmente por estudantes no EUA, também é caracterizada por ser um droga muito barata, cerca de U$S 10 por grama, e provoca no usuário sintomas como letargia, sono, euforia, sede excessiva, desorientação e fome.
Por combinar duas substâncias com efeito depressivo, essa mistura faz com que o o ritmo do coração e metabolismo diminuam, podendo levar a morte.